# Mosteiro de Chudov
Mosteiro de Chudov (em russo:  Чудов монастырь) ou Mosteiro dos Milagres (em russo:  Чу́дов монастырь), também conhecido como Mosteiro do Arcanjo Miguel, é um mosteiro masculino na parte leste do Kremlin de Moscou. Fundado em 21 de novembro de 1365 pelo metropolita Aleixo, foi destruído em 1929-1932 pelos comunistas. O nome vem da dedicação da catedral do mosteiro ao milagre do Arcanjo Miguel em Conas.
No mosteiro foram batizados os infantes da família real: filhos e a filha de Ivan, o Terrível; em 1629, o futuro czar Aleixo Mikhailoviche; em 1672, Pedro I; em 1818, Alexandre II. No território do mosteiro, foram enterrados monges e a aristocracia secular (príncipes Trubetskoi, Kurakin, Khovanski). Foi usado para aprisionar opositores da Igreja e do Estado. Entre os prisioneiros estavam: metropolita Isidoro, arcebispo Teófilo de Novgorod, arcebispo Genádio de Novgorod, monge príncipe Vassiano (Patrikeev), czar Basílio Shuiski. Na invasão polonesa a Moscou, o patriarca Hermógenes foi torturado no monastério de Chudov, morrendo de fome por ter se recusado a aceitar a Unia.